# Batalla de Marquain
La Batalla de Marquain (29 de abril de 1792) fue un enfrentamiento militar sucedido entre el Archiducado de Austria y Francia durante la Primera Coalición, resultando en una derrota francesa.

## Antecedentes
Durante los intentos de Armand Louis de Gontaut de tomar Quiévrain y Mons, el mariscal Théobald Dillon se aproximó a Tournai, Países Bajos Austríacos dejando diez escuadrones, seis batallones y seis piezas de artillería en Lila cuando se encontró al ejército del mayor general Louis-François de Civalart acampado en las alturas de Marquain. Los tiradores austriacos atacaron a la vanguardia francesa y dejaron claro a su comandante que Civalart pretendía una batalla campal, mientras que Dillon tenía órdenes de evitar una.

## La batalla
Al ver al enemigo aproximarse y sin poder fiarse de sus tropas, que se había amotinado varias veces en el camino a Lila, Dillon ordenó la retirada. Al percatarse de eso, los austriacos abrieron fuego a pesar de estar fuera de alcance de sus armas. A pesar de la desconfianza de sus comandantes, la caballería francesa protegió la retirada de su infantería que pronto se hizo caótica, pasándose entre las tropas el rumor que sus oficiales los habían traicionado. La fuerza francesa pasó en desorden por Baisieux rumbo a Lila abandonando sus equipajes, municiones y todo excepto dos cañones. Dillon trató de controlar sus tropas antes que el enemigo les alcanzara pero sus propios hombres le dispararon.

## Consecuencias
El segundo al mando, el coronel de ingenieros Pierre-François Berthois, fue colgado de una almena y le dispararon sus subordinados. El herido Dillon fue muerto a con balas y bayonetas, su cuerpo arrastrado por las calles de Lille y luego quemado en la plaza principal. Su hermano se quejó y los asesinos fueron castigados por la Asamblea Nacional y su viuda recibió una pensión.